# Elektronische Fahrradschaltung
Die Elektronische Fahrradschaltung umfasst elektronisch gesteuerte und elektromechanisch bewegte Schalt-Komponenten am Fahrrad. Dabei wird die Verbindung zur Ketten- oder Nabenschaltung über eine kabelgebundene, kabellose oder hybride Verbindung hergestellt.
Im Vergleich zu mechanischen Schaltungen bieten sie vor allem raschere und präzisere Schaltvorgänge und reduzierten Wartungsbedarf, sind jedoch in der Anschaffung teurer und weisen ein höheres Gewicht auf.

## Geschichte

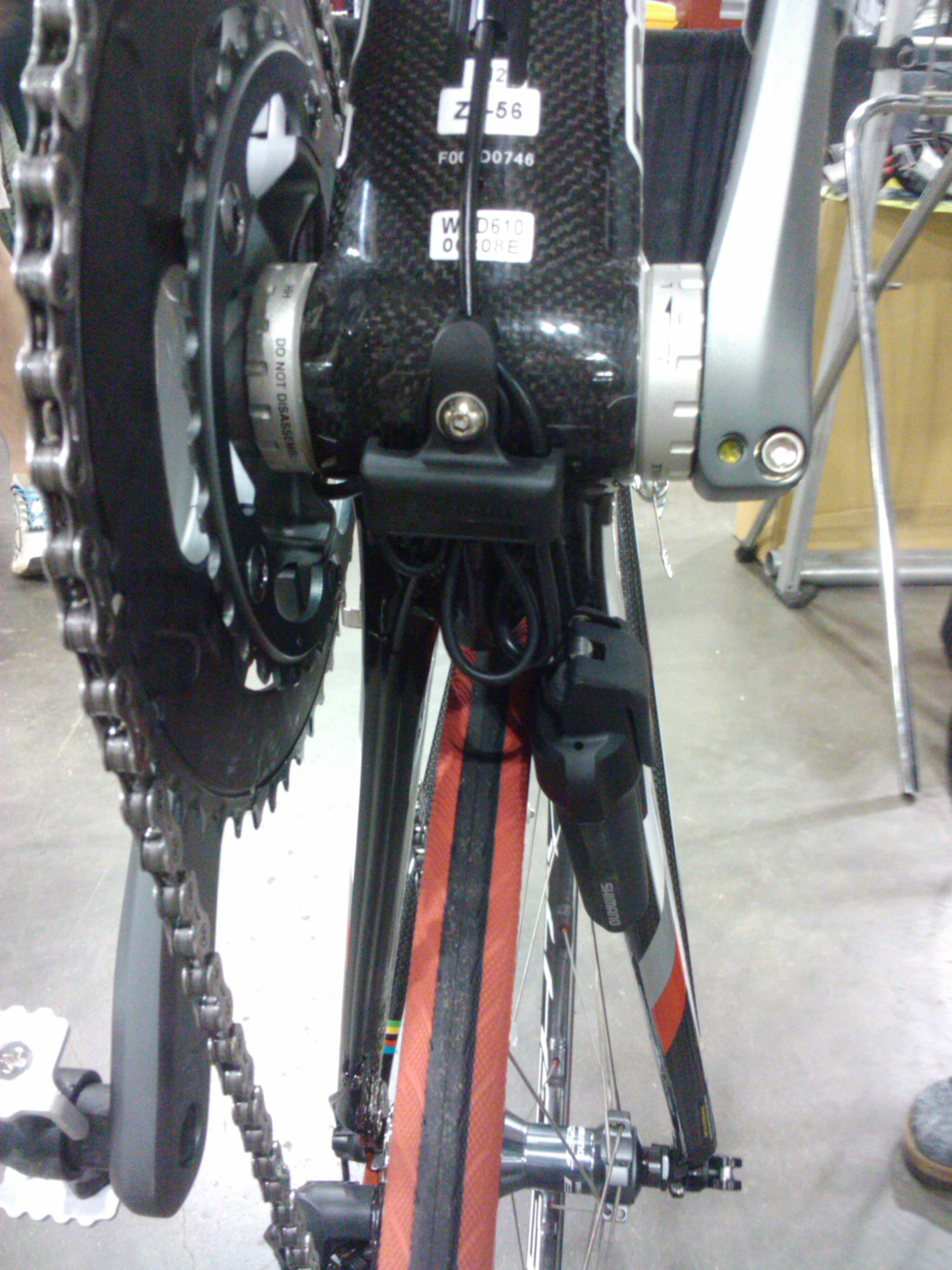
Batterie und Kontrolleinheit einer Shimano Di2 unter dem Innenlager eines Carbonrahmens

1992 brachte der französische Hersteller Mavic unter dem Namen Zap die erste kommerziell erhältliche elektronische Schaltgruppe auf den Markt. Bei diesem System wurde über einen Knopf die Schaltrichtung an das Schaltwerk übermittelt, die Kraft für den Gangwechsel jedoch aus der Bewegung des Antriebsstrangs gezogen. Der Umwerfer wurde mechanisch angesteuert. Chris Boardman gewann die Prologe der Tour de France 1994 und 1997 mit einer Mavic Zap. 1999 wurde eine neue Generation unter dem Namen Mektronic vorgestellt, bei der die Schalthebel drahtlos mit dem Schaltwerk kommunizieren.
Speedtronic war eine 1995 von Sachs eingeführte elektronische Nabenschaltung.
Shimano stellte 2001 die elektronische Schaltgruppe Nexave C910 vor, welches als erstes Produkt den Beinamen Di2 (Digital Integrated Intelligence) führte. Das System konnte in Abhängigkeit von Kadenz und Beschleunigung automatische Gangwechsel durchführen und die Härte der Federung einstellen. Die Schaltgruppe richtete sich vor allem an komfortorientierte Trekkingradfahrer.
In den 2000er Jahren experimentierten Shimano und Campagnolo mit elektronischen Schaltungen im Straßenrennsport.
Die 2009 von Shimano vorgestellte Dura-Ace Di2 war die erste kommerziell erfolgreiche und weit verfügbare elektronische Schaltgruppe.
Seit Ende der 2010er-Jahre wurden mechanische Schaltungen im professionellen Straßenrennsport fast vollständig von elektronischen Alternativen verdrängt.

## Hersteller

### Shimano Di2

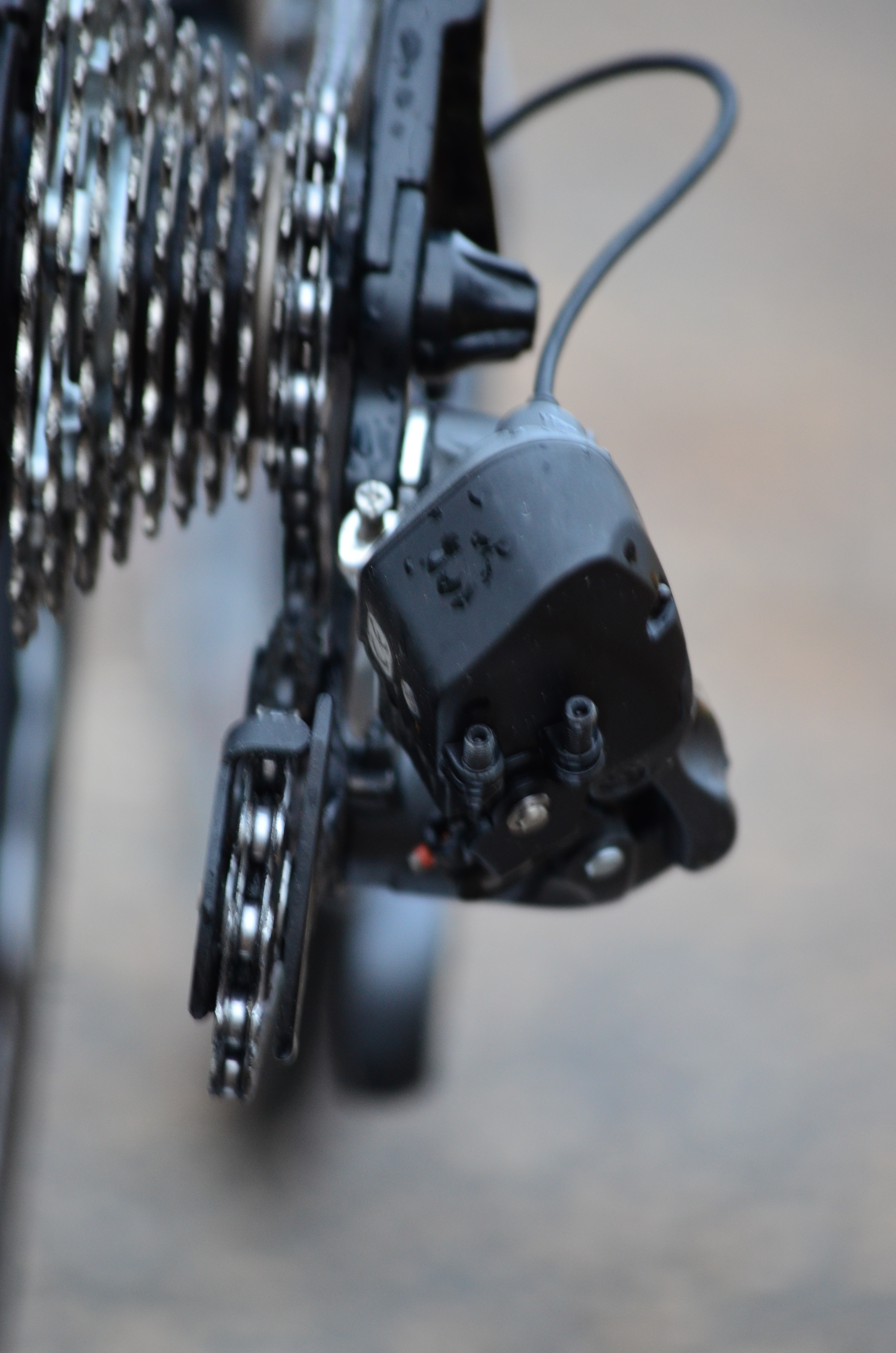
Shimano Ultegra Di2 Schaltwerk an 10fach-Kettenritzel

2009 stellte Shimano mit der Dura-Ace Di2 seine erste elektronische Schaltung im Rennradbereich vor, die Serien Ultegra (ab 2011) und 105 (ab 2022) folgten. Die Verbindung der ersten Generationen erfolgte über Kabel und wurde ab 2021 auf ein hybrides System umgestellt: Die Schaltgriffe verfügen über eigene Batterien und kommunizieren in beide Richtungen drahtlos mit der im Sitzrohr oder extern montierten zentralen Steuerungs- und Akkueinheit. Diese steuert über Kabel Umwerfer und Schaltwerk und versorgt sie mit Energie. 2021 hat Shimano die Produktion der mechanischen Versionen der hochwertigsten Rennradgruppen Dura-Ace und Ultegra eingestellt. Alle bisher genannten sind Kettenschaltungen (Kette).
Seit 2012 sind elektronische Nabenschaltungen (Nabe) der Alfine- und Nexus-Serien verfügbar.
Für Mountainbikes bietet Shimano die Gruppen XTR (seit 2014) und XT (seit 2022) ebenfalls als Di2-Varianten an – Kettenschaltungen. Für Gravelbikes wird seit 2019 eine elektronische Ausführung der GRX 800 (Kette) angeboten.
Ebenso werden seit 2022 unter den Namen Auto Shift und Free Shift elektronische Schaltungen mit automatischem Gangwechsel für E-Bikes hergestellt. (Kette oder Nabe? Motorlage?) Die 2023 angekündigten Schaltgruppen aus der CUES-Serien sollen ebenfalls in elektronischen Varianten auf den Markt kommen. (Kette oder Nabe?)

### Campagnolo EPS
Campagnolo stellt seit jeher ausschließlich Kettenschaltungen her und brachte 2011 die Spitzengruppen Super Record und Record als elektronische Variante mit dem Namenszusatz EPS (Electronic Power Shift) auf den Markt. Mit Athena 2012 und Chorus 2014 wurden weitere Gruppen für einige Jahre angeboten. Nach Verschmälerung der Produktpalette gab es ausschließlich die Super Record-Gruppe als EPS-Version. Mitte des Jahres 2023 löste Campagnolo diese durch eine Version mit Funkübertragung ab.

### SRAM eTAP und AXS

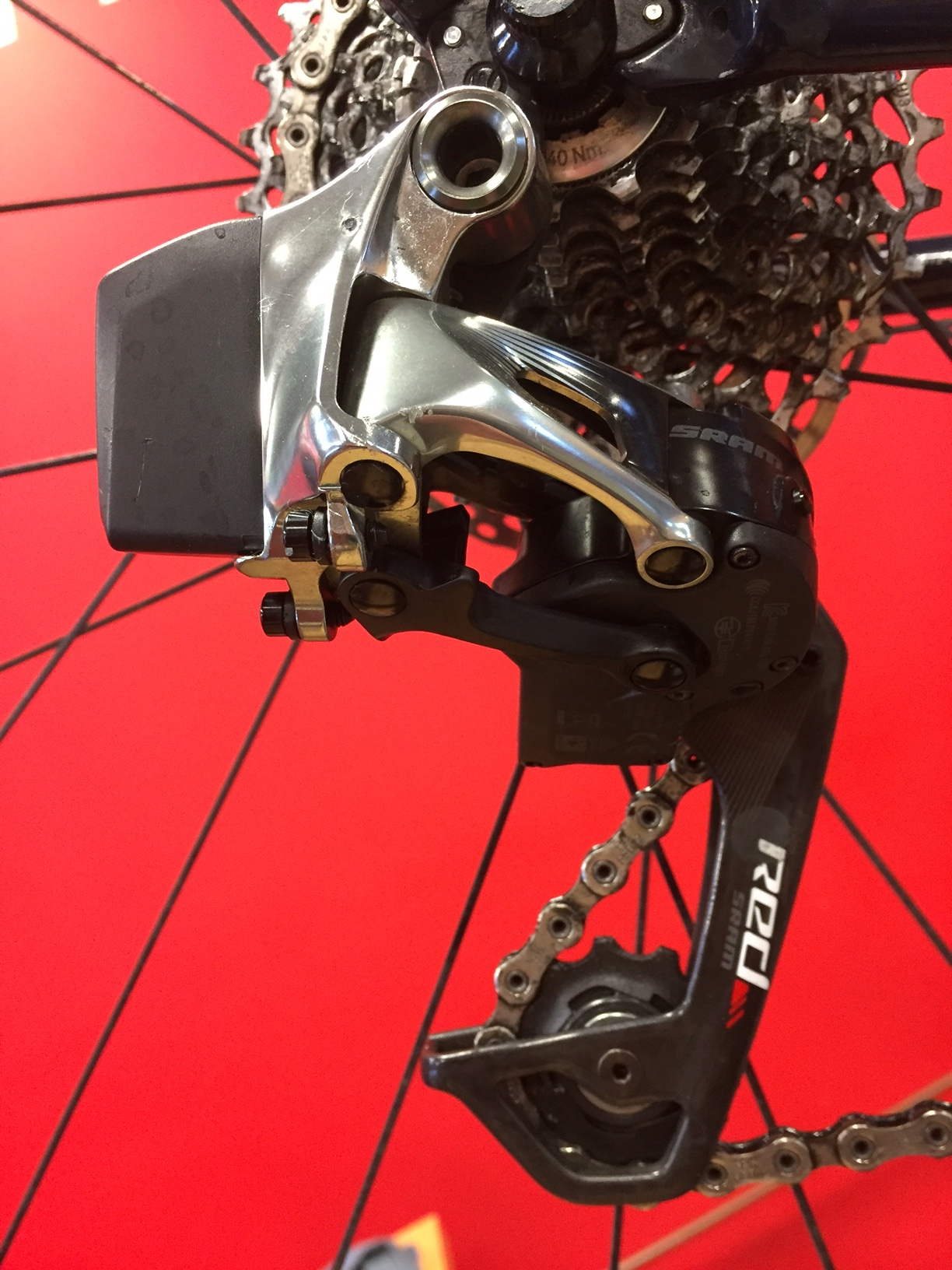
Kabelloses SRAM Red eTAP-(Ketten-)Schaltwerk, 12fach. Der entnehmbare Akku befindet sich im linken, schwarzen Teil.

SRAMs Handelsnamen für elektromechanische Kettenschaltungen lauten eTap und AXS. Mit AXS werden die untereinander kompatiblen 1x12- bzw. 2x12-Gruppen bezeichnet. Einige Gruppen führen beide Bezeichnungen.
SRAM arbeitete seit Sommer 2013 an einer Alternative zu Di2 von Shimano und EPS von Campagnolo. Zur Eurobike 2015 schließlich stellte SRAM das in seine Spitzengruppe SRAM Red integrierte System vor. SRAM Red eTap war das erste drahtlose Schaltsystem. SRAM entwickelte das eigene Bluetooth-Übertragungsprotokoll „Airea“ für seine Gruppe. Schaltwerk und Umwerfer haben je einen eigenen, wiederaufladbaren Akku und in den Hebeln sind Knopfzellen integriert. Der Hersteller gibt eine Lebensdauer von bis zu 2 Jahren an. In den Folgejahren wurden auch Force (2019) und Rival (2021) als elektronische Varianten veröffentlicht.
Im Mountainbike-Bereich war die 2019 veröffentlichte SRAM X01 Eagle AXS die erste komplett kabellose Schaltgruppe.
SRAM stellt auch Schaltnaben her, elektronisch geschaltete sind nicht bekannt.

### Rohloff
Für E-Bikes bietet Rohloff (ausschließlich Nabe) seit 2017 eine elektronisch angesteuerte Ausführung des Speedhub 500/14 unter dem Namen E-14 an.

## Technik
Moderne elektronische Schaltungen basieren auf elektronisch gesteuerten Schalteinheiten mit digitaler Übertragung, welche die elektromechanisch bewegten Schaltkomponenten steuern.

### Schalthebel
Da keine Kabelzüge verlegt werden müssen, können Schaltknöpfe in verschiedenen Ausführungen angeboten und an beliebigen Stellen am Fahrrad montiert werden. Die Schaltung kann durch mehrere, redundante Bedieneinheiten angesteuert werden: Diese sogenannten Satellitenschalter sind für eine Montage am Ober- und Unterlenker bzw. Zeitfahrlenkern konzipiert und ermöglichen so eine Bedienung aus weiteren Griffpositionen.

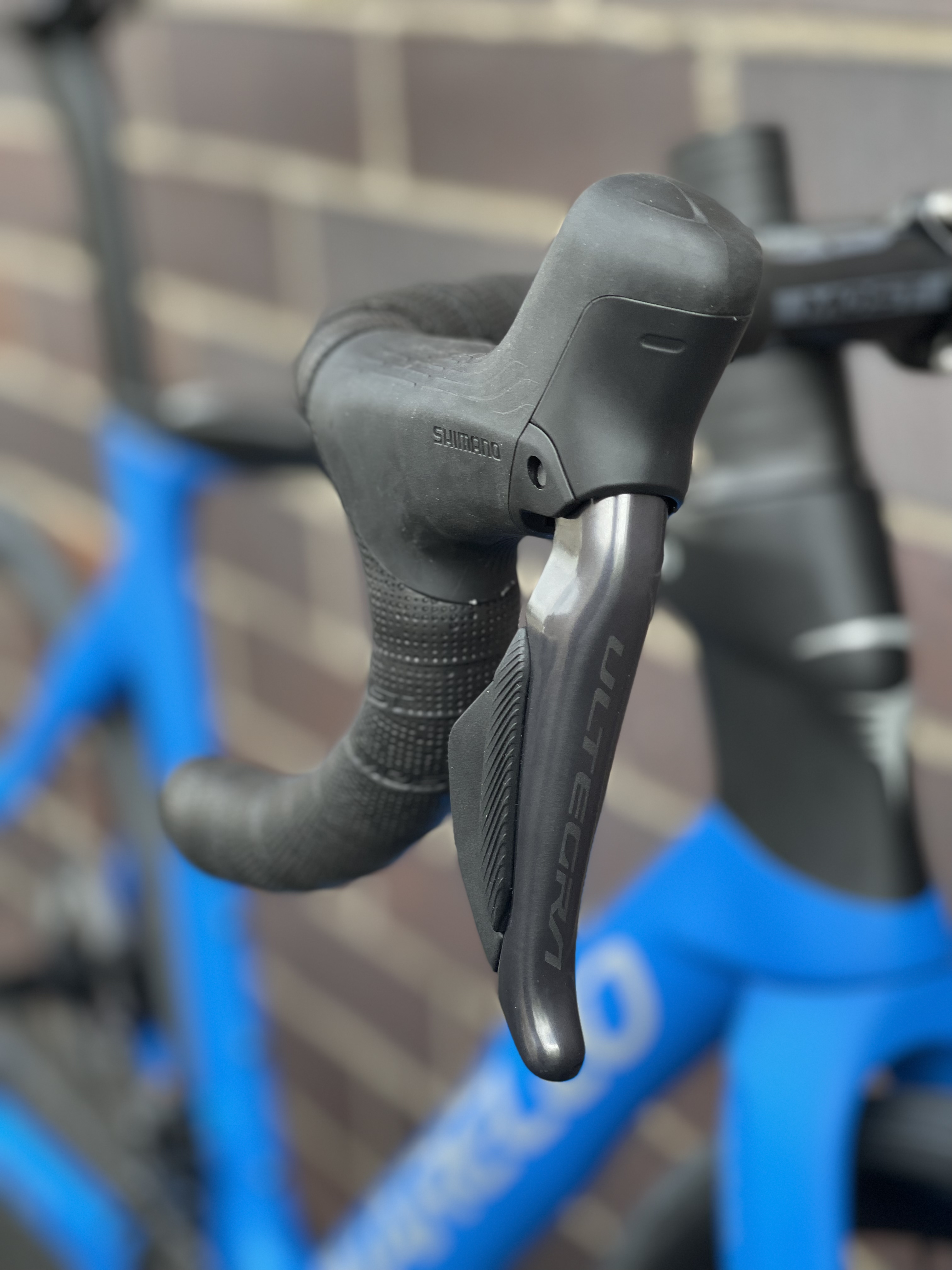
Brems-Schalthebel (Shimano Ultegra) an einem Rennradlenker. Der vordere Taster schaltet auf ein größeres Ritzel, der hintere auf ein kleineres. Zug am Hebel betätigt hydraulisch die Bremse.
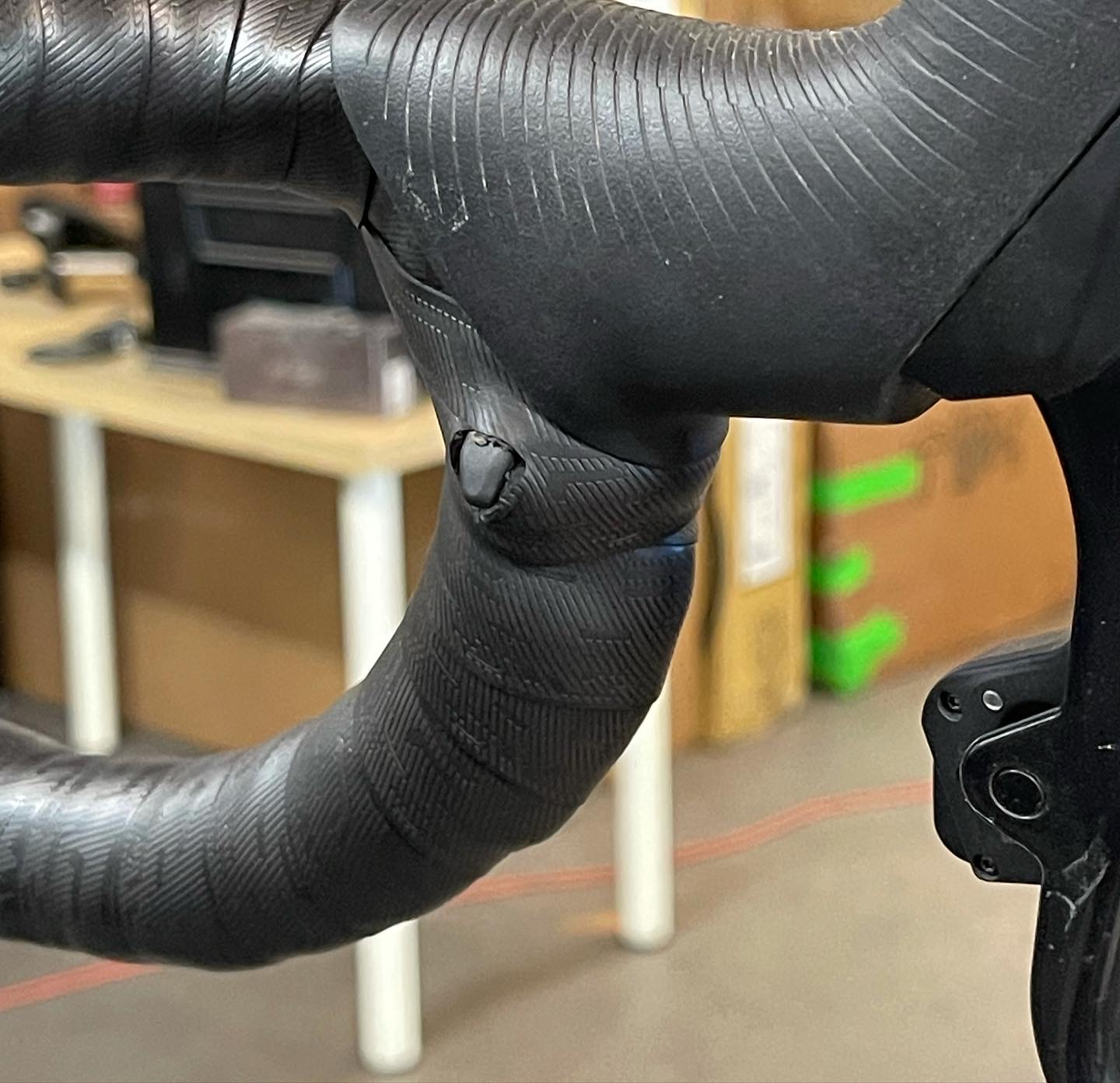
Zusätzlicher Schalter an einem Rennradlenker. Dieser kann besser erreicht werden, wenn die Hände am Unterlenker sind, und dadurch beispielsweise bei Sprints eingesetzt werden.
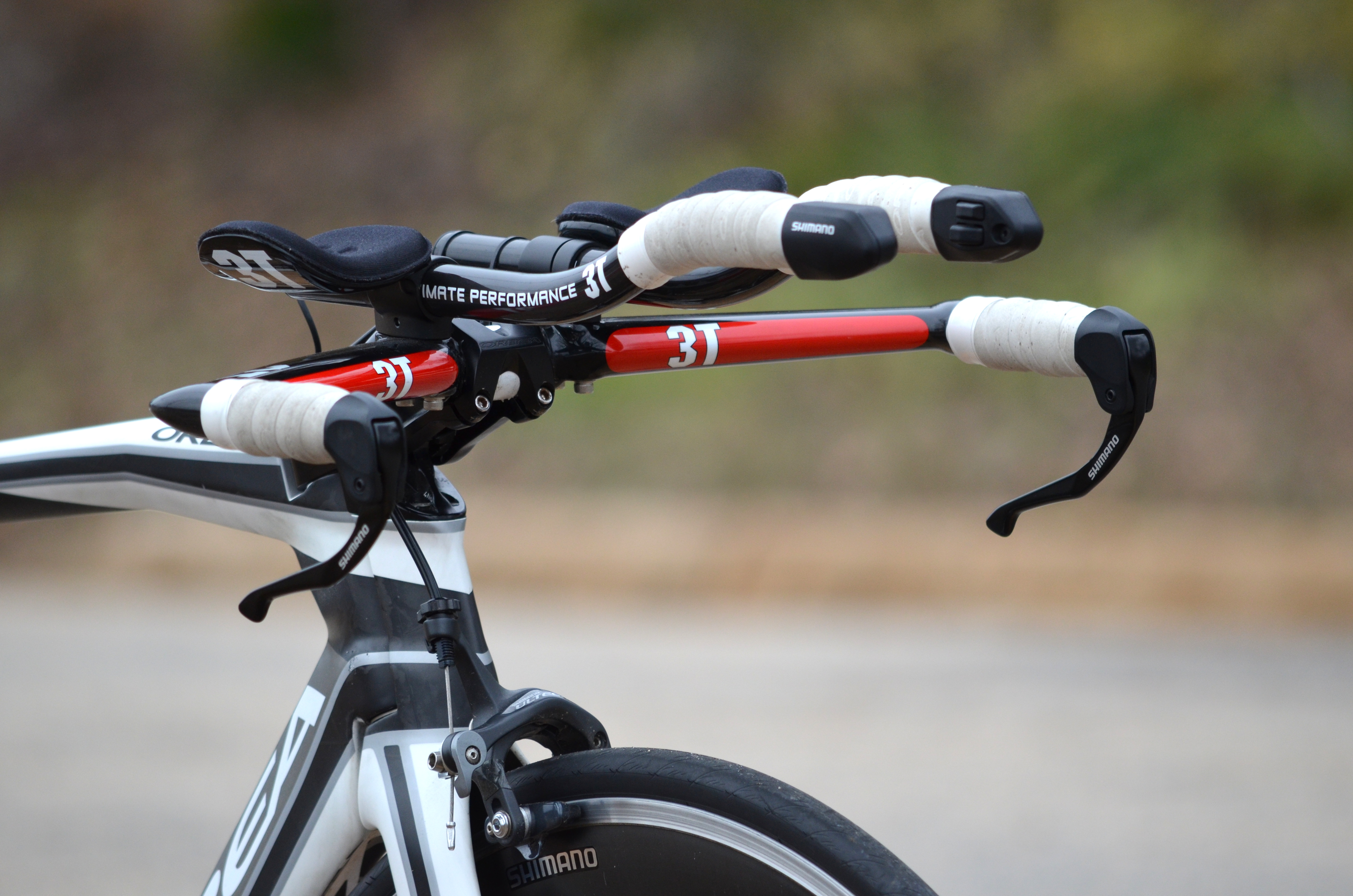
Triathlonlenker mit Satellitenschalter am Ende der Aufsätze. Dies ermöglicht das Schalten in aerodynamisch günstiger Position.
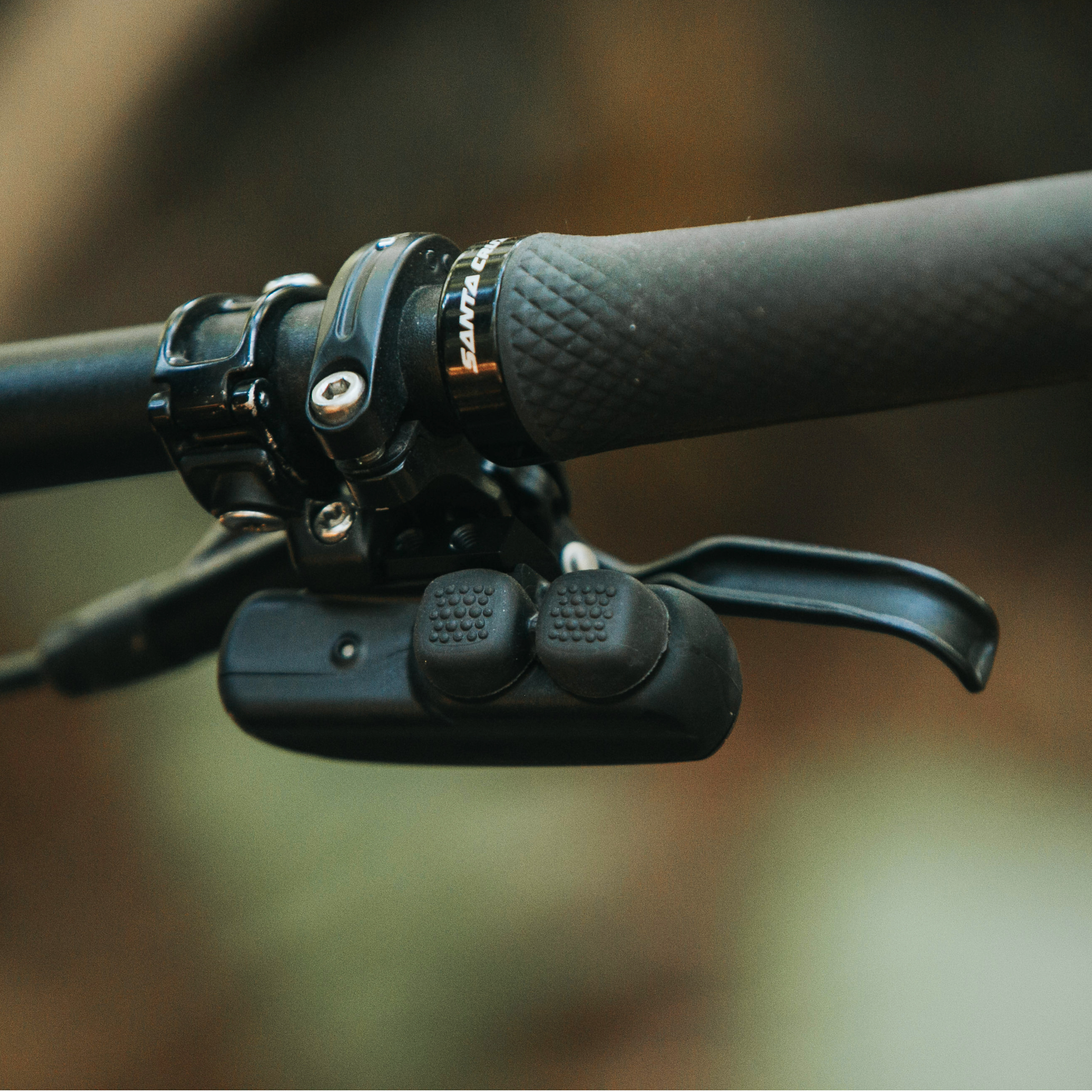
Schalttasten für gerade Lenker. Rechts, unter dem Hydraulikbremshebel.

### Schaltvorgang
Der Schaltvorgang wird bei modernen Systemen durch Servomotoren durchgeführt.
Bei Kettenschaltungen können Umwerfer und Schaltwerk aufeinander abgestimmt werden. Dies soll den Kettenschräglauf minimieren und zu große Gangsprünge vermeiden. Durch die Abwesenheit von Kabelzügen ist im Regelfall keine Justierung der Schaltung notwendig.

### Konnektivität
Manche Hersteller bieten Apps an, mit denen Daten der elektronischen Schaltungen ausgelesen und Einstellungen geändert werden können.
Viele elektronische Schaltungen können zudem kabellos mit Fahrradcomputern verbunden werden. So können Ladezustand, aktueller Gang und ähnliche Daten während der Fahrt angezeigt und aufgezeichnet sowie manche Fahrradcomputer über etwaige Zusatztasten der Schalthebel bedient werden.

### Energieversorgung
Die zum Betrieb der Komponenten benötigte Energie wird über Akkumulatoren bereitgestellt. Diese können entweder einzeln an den jeweiligen Teilen montiert sein oder über eine Kabelverbindung mehrere Elemente versorgen. Bei manchen E-Bikes kann die benötigte Energie auch aus dem Hauptakku bezogen werden.
Die Reichweite handelsüblicher Systeme liegt, in Abhängigkeit von der Schalthäufigkeit, bei bis zu über 1.000 km Fahrstrecke.

Komponenten einer kabelgebundenen elektronischen Schaltgruppe
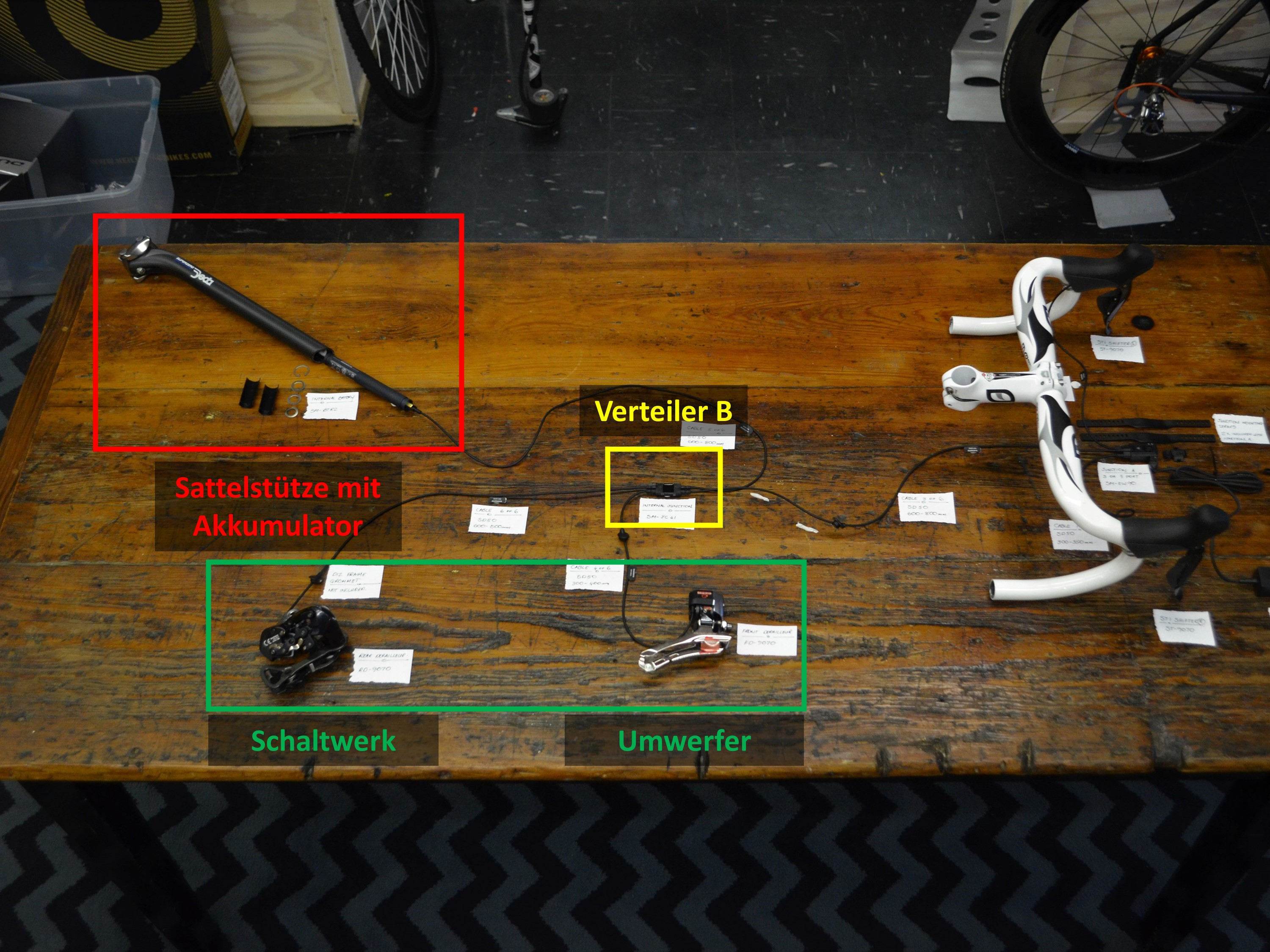
hinten
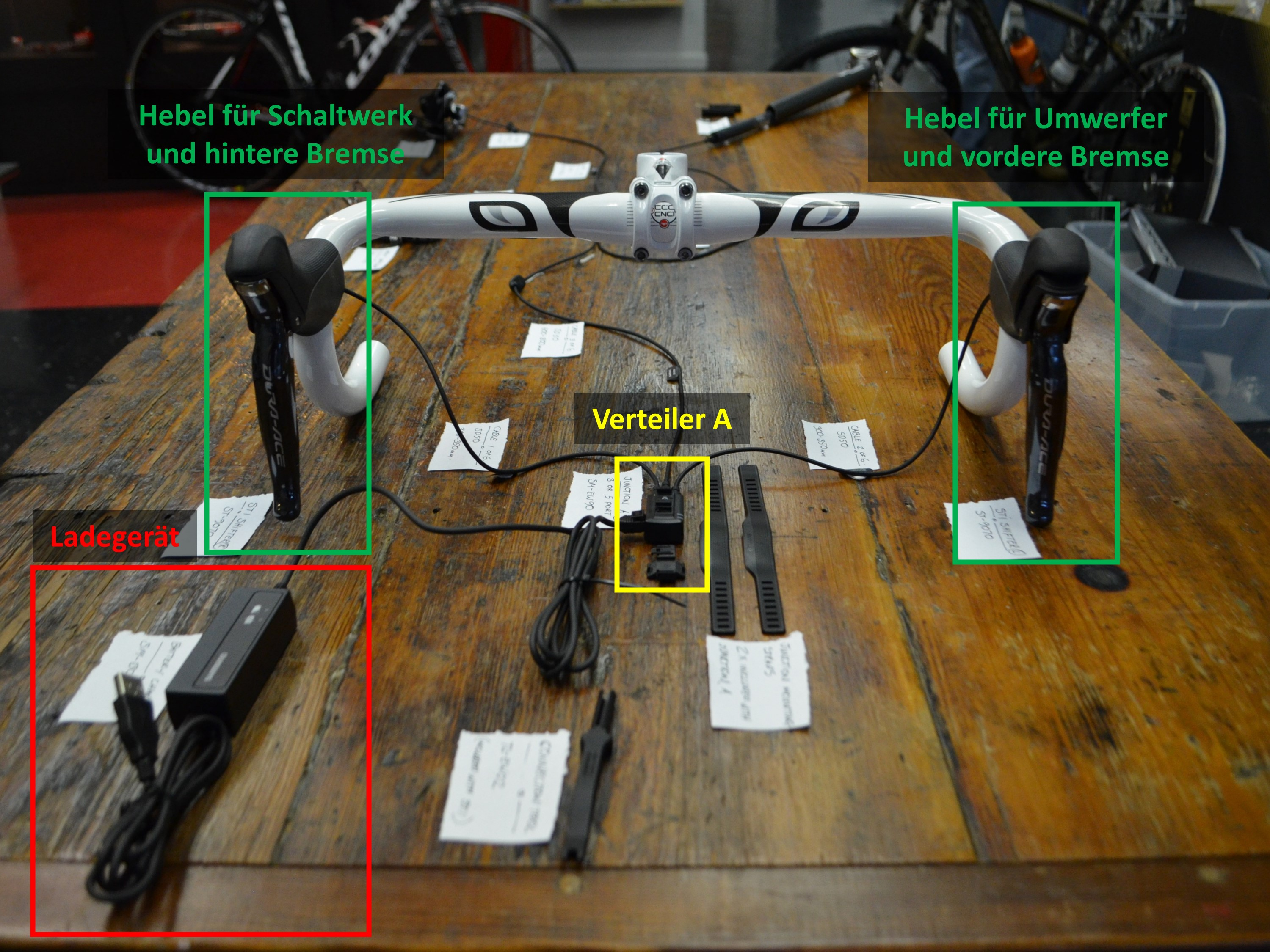
vorne